# Crêt du Midi
Crêt du Midi är en bergstopp i Schweiz.   Den ligger i distriktet Sierre och kantonen Valais, i den södra delen av landet, 80 km söder om huvudstaden Bern. Toppen på Crêt du Midi är 2 332 meter över havet, eller 33 meter över den omgivande terrängen. Bredden vid basen är 0,13 km.
Terrängen runt Crêt du Midi är mycket bergig. Närmaste större samhälle är Sierre, 6,9 km norr om Crêt du Midi. 
Trakten runt Crêt du Midi består i huvudsak av gräsmarker. Runt Crêt du Midi är det glesbefolkat, med 8 invånare per kvadratkilometer.